# Desmatomyia anomala
Desmatomyia anomala är en tvåvingeart som beskrevs av Samuel Wendell Williston  1895. Desmatomyia anomala ingår i släktet Desmatomyia och familjen svävflugor. Inga underarter finns listade i Catalogue of Life.